# 刺环曲蛛
刺环曲蛛（学名：Diplocentria bidenta）为皿蛛科环曲蛛属的动物。分布于英国、瑞士以及中国大陆的吉林等地。